# Сівики
Сівики (пол. Siwiki) — село в Польщі, у гміні Збуйна Ломжинського повіту Підляського воєводства.
Населення — 130 осіб (2011).
У 1975-1998 роках село належало до Ломжинського воєводства.

## Демографія
Демографічна структура станом на 31 березня 2011 року:
|          | Загалом | Допрацездатний вік | Працездатний вік | Постпрацездатний вік |
| -------- | ------- | ------------------ | ---------------- | -------------------- |
| Чоловіки | 67      | 14                 | 46               | 7                    |
| Жінки    | 63      | 10                 | 40               | 13                   |
| Разом    | 130     | 24                 | 86               | 20                   |